# Romford
Romford (AFI: /ɹɒmfəd/, ) è un quartiere di Londra che si trova nel borgo londinese di Havering, a circa 23 km a est-nordest di Charing Cross.
È identificato, nel Piano di Londra, come uno dei quattordici centri metropolitani della Grande Londra.

## Origine del nome
Il nome Romford venne registrato per la prima volta nel 1177 come Romfort; questo toponimo, formato dalle due parole in antico inglese "rūm" e "fort", significa "largo o ampio guado".

È molto probabile che questo guado fosse lungo la strada che da Londra conduce a Colchester.
La denominazione del fiume Rom è una retroformazione locale derivata dal nome della cittadina; infatti, altrove il nome del medesimo fiume è "Beam".

## Storia
Si sviluppò come centro rurale sulla strada che conduce alla capitale attorno al locale mercato, fondato nel 1247. Fu una parrocchia civile della centena di Becontree nell'Essex fino al 1465, quando le fu concessa l'autonomia all'interno del liberty di Havering. Nel 1839, con l'inaugurazione della stazione ferroviaria, diventò una città industriale, specialmente nel settore tessile e della lavorazione del cuoio ed ebbe luogo un forte incremento demografico. Nel 1892 il liberty fu abolito e Romford tornò ad essere una parrocchia civile facente parte dell'Essex. Con la legge del 1894 che riformò gli enti locali, il territorio parrocchiale fu suddiviso in distretto municipale e distretto rurale.
Con la progressiva urbanizzazione degli anni trenta, Romford venne a trovarsi alla periferia della grande area metropolitana formatasi attorno a Londra ed il territorio del distretto urbano venne esteso. Nel 1937 venne creato il borough municipale di Romford, che venne abolito nel 1965 per formare il borough di Havering. Il nuovo ente locale venne così sottratto alla giurisdizione dell'Essex ed assegnato a quella della neonata Greater London. Dalla fine del ventesimo secolo si è molto sviluppato il settore terziario, e la città è sede di diversi centri commerciali. È diventata inoltre famosa per i numerosi locali di intrattenimento notturno.

## Cultura

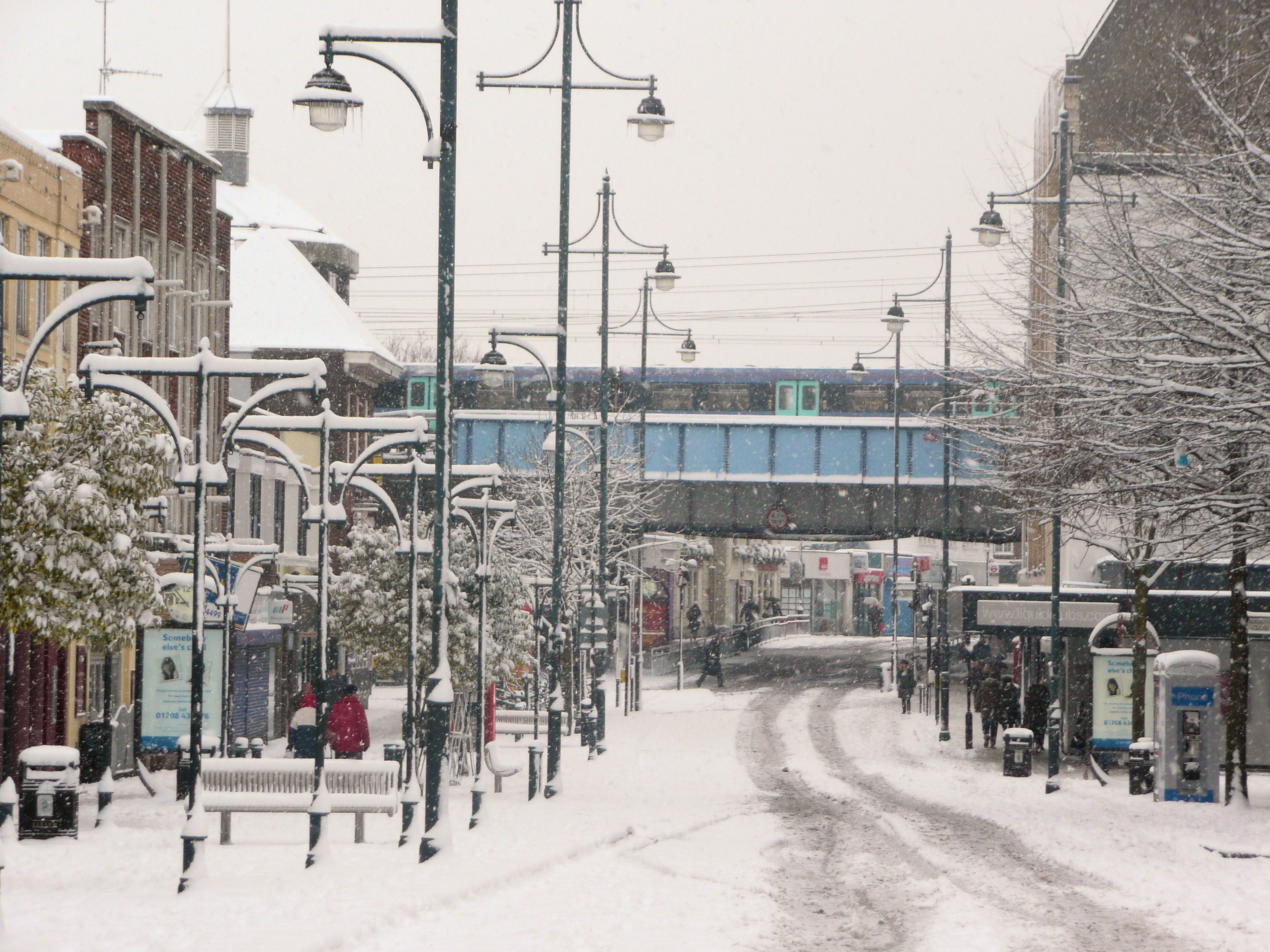
Vista invernale della South Street a Romford

Lo scopo della strategia urbana del concilio di Havering era quello di fare di Romford una destinazione culturale, nonostante al momento Hornchurch sia il centro culturale del borough con grandi teatri e spazi dedicati all'arte.
Essendo ex-città mercato e centro per i trasporti della regione, Romford conta vari pub, alcuni dei quali, quelli locati nella piazza del mercato, sono monumenti classificati.

## Infrastrutture e trasporti
- Elizabeth Line, London Overground (linea Liberty): stazione di Romford

Il quartiere di Romford è lambito a nord dalla strada A12 ed è attraversato dal percorso dell'antica strada che da Londra portava a Colchester. Le due strade si incrociano presso Gallows Corner, uno snodo viario di rilievo nella zona.
Il quartiere è servito dalla stazione di Romford, situata la linea Londra-Norwich e capolinea della linea per Upminster. La stazione è raggiunta dai servizi della Elizabeth Line, dai servizi della linea Liberty della London Overground, nonché dai servizi a lunga percorrenza di Abellio Greater Anglia.
Numerose linee di autobus, gestite da vari operatori per conto di London Buses, collegano Romford con i quartieri limitrofi.